# (10370) Hylonome
(10370) Hylonome (1995 DW2) – planetoida z grupy centaurów okrążająca Słońce w ciągu 126,6 lat w średniej odległości 25,2 j.a. Odkryta 27 lutego 1995 roku.